# Reserva Natural de Curilas
A Reserva Natural de Curilas (em russo: Курильский заповедник) é uma área protegida da Rússia, cobrindo as porções norte e sul da Ilha de Kunashir, a maior e mais meridional das Ilhas Curilas, que se estendem entre a ilha de Hokkaido no Japão e a península de Kamchatka, no Extremo Oriente da Rússia.  Abrange também duas ilhas menores próximas a sudeste. A área é um dos maiores locais onde aves marinhas costeiras passam o inverno. A reserva fica em um local tectónicamente instável, e é uma de duas reservas nacionais russas (sendo a outra a Reserva Natural de Kronotsky) que protege o território de vulcões activos. A reserva está situada no distrito de Yuzhno-Kurilsky, Oblast de Sakhalin. A reserva foi criada em 1984, e abrange uma área de 65 364 hectares.

## Clima e eco-região
Esta área protegida fica situada na eco-região de florestas mistas do sul de Sakhalin-Kurile. Esta é uma eco-região pequena que cobre a ponta do sul da ilha de Sakalin no Extremo Oriente Russo, e as ilhas Curilas mais próximas a Japão que esticam ao nordeste da ilha de Hokkaido. É uma região de biodiversidade muito alta, com mais de 1350 espécies de plantas registadas. A reserva geralmente tem a flora do continente russo e a fauna de Hokkaido.

## Flora e Fauna
Aproximadamente 70% da reserva é florestada, principalmente com coníferas. A árvore mais comum é o abeto. Grande parte das zonas mais baixas são cobertas por bombu, arbustos e de outras plantas rasteiras. Os cientistas da reserva registaram 838 espécies de plantas vasculares de 414 géneros.

## Eco-educação e acessos
Como reserva natural estrita, a reserva de Curilas é, quase na sua totalidade, fechada ao público geral, embora os cientistas e aqueles com "efeitos da instrução ambiental" possam fazer acordos com gerência do parque para visitas. O território da reserva da Curilas é o assunto de uma disputa territorial entre Rússia e Japão. O sector sul da reserva fica a cerca de 20 km da costa japonesa.
O escritório principal está na aldeia de Yuzhno-Kurilsk, na ilha de Kunashir, a cerca de 20 km a nordeste do sector sul da reserva.